# Merlene Frazer
Merlene Frazer  (ur. 27 grudnia 1973 w Falmouth) – jamajska lekkoatletka specjalizująca się w biegach sprinterskich, dwukrotna uczestniczka letnich igrzysk olimpijskich (Atlanta 1996, Sydney 2000), srebrna medalistka olimpijska z Sydney w biegu sztafetowym 4 x 100 metrów.

## Sukcesy sportowe
- mistrzyni Jamajki w biegu na 200 metrów – 1994[1]

| Rok  | Miasto    | Zawody                      | Konkurencja                                    | Wynik                     |
| ---- | --------- | --------------------------- | ---------------------------------------------- | ------------------------- |
| 1990 | Płowdiw   | Mistrzostwa świata juniorów | sztafeta 4 x 100 m bieg na 100 m               | złoty medal 5. miejsce    |
| 1991 | Hawana    | Igrzyska panamerykańskie    | sztafeta 4 x 100 m bieg na 100 m               | złoty medal brązowy medal |
| 1991 | Tokio     | Mistrzostwa świata          | sztafeta 4 x 100 m                             | złoty medal               |
| 1992 | Seul      | Mistrzostwa świata juniorów | sztafeta 4 x 100 m bieg na 100 m bieg na 200 m | złoty medal brązowy medal |
| 1996 | Atlanta   | Igrzyska olimpijskie        | sztafeta 4 x 400 m                             | 4. miejsce                |
| 1997 | Paryż     | Halowe mistrzostwa świata   | bieg na 200 m                                  | 4. miejsce                |
| 1997 | Ateny     | Mistrzostwa świata          | sztafeta 4 x 100 m                             | srebrny medal             |
| 1999 | Sewilla   | Mistrzostwa świata          | bieg na 200 m sztafeta 4 x 100 m               | brązowy medal             |
| 1999 | Monachium | Finał Grand Prix IAAF       | bieg na 200 m                                  | 2. miejsce                |
| 2000 | Sydney    | Igrzyska olimpijskie        | sztafeta 4 x 100 m                             | srebrny medal             |
| 2001 | Edmonton  | Mistrzostwa świata          | sztafeta 4 x 100 m                             | brązowy medal             |
| 2001 | Brisbane  | Igrzyska Dobrej Woli        | sztafeta 4 x 100 m                             | brązowy medal             |

## Rekordy życiowe
| Konkurencja               | Wynik | Miejsce i data      |
| ------------------------- | ----- | ------------------- |
| bieg na 50 metrów (hala)  | 6,32  | Liévin 22/02/1998   |
| bieg na 60 metrów (hala)  | 7,20  | Dortmund 09/02/1997 |
| bieg na 100 metrów        | 11,20 | Houston 19/05/1995  |
| bieg na 150 metrów        | 17,30 | Londyn 11/08/1996   |
| bieg na 200 metrów        | 22,18 | Sewilla 25/08/1999  |
| bieg na 200 metrów (hala) | 22,81 | Liévin 16/02/1997   |
| bieg na 300 metrów        | 37,47 | Londyn 11/08/1996   |
| bieg na 400 metrów        | 51,18 | Atlanta 28/07/1996  |